# Theristicus melanopis
Theristicus melanopis е вид птица от семейство Ибисови (Threskiornithidae).

## Разпространение
Видът е разпространен в Аржентина, Перу и Чили.